# 古諾斯語
古諾斯語（挪威语/丹麦语：Norrønt，瑞典语：Fornnordiska，冰岛语：Fornnorræna，法罗语：Norrønt mál），由於地理位置與歷史因素，亦稱作古北歐語、古斯堪地納維亞語、古冰島語、古挪威語，是日耳曼語族的一個分支，發展自8世紀時更古老的原始諾斯語，在維京時期至公元1300年左右，通行於斯堪地那維亞居民以及海外殖民地。
由於絕大部分現存文字源自中世紀冰島語，事實上古諾爾斯語的標準版本是古西諾斯語方言，包含了古冰島語和古挪威語。大部分的古諾爾斯語使用者，說的是非常相近的古東諾斯語方言，包含丹麥、瑞典與其殖民地。在這兩種語系之間並沒有明顯的地理分界。古東諾爾斯語的特徵是在挪威東部所發現，而古西諾爾斯語是在瑞典西部發現。此外，另一個方言古哥得兰语有時會被併入古代東諾爾斯語之中，因為它是最鮮為人知的一種方言。不過有理由可以認為它是一個單獨的分支，因為它共有著古西諾爾斯語與古東諾爾斯語的特徵，並且發展自己的語言。冰島的灰雁律法陳述出：瑞典人、挪威人、冰島人、丹麥人皆使用相同的語言dǫnsk tunga。在瑞典與丹麥使用的東部方言裡，這個字本來是dansk tunga，意思是「丹麥的语言」。其亦稱作北歐語（norrœnt mál）。
古諾爾斯語逐步發展成現在的北日耳曼語支：冰島語、法羅語、挪威語、丹麥語以及瑞典語。現代冰島語是與古諾爾斯語離異最少的分支。由於其標準化的寫法基於自古諾爾斯語/現代冰島語音位系統、在語義與詞彙順序上細微的拼寫差異，古諾爾斯語能夠被今日的冰島語使用者所理解。在古諾爾斯語時代通行的冰島語，和當時大部分分歧的諾爾斯語方言相較之下，其現代的發音法與橫向延伸字彙被認為幾乎沒有區別。而其發音法（尤其是母音音素），是北日耳曼語支當中改變最少的。法羅語保留有許多相似之處，不過受到了丹麥語、挪威語和蓋爾語（蘇格蘭語和/或愛爾蘭語）的影響。儘管瑞典語、丹麥語和挪威語的差異最大，他們仍保留有相互理解性。這可能是因為這些語言已經彼此受到對方影響，以及具有受到中世紀低地德語影響的相似發展。

## 地域分佈
古冰島語和古挪威語實質上出於同源，它們一起組成了古諾爾斯語的古西諾爾斯語。古東諾爾斯語使用於丹麥、瑞典、俄羅斯殖民地、英格蘭和諾曼第。古哥得蘭語使用於哥得蘭島與其東部的各個殖民地，在11世紀時它是最普遍使用的歐洲語言，西起文蘭東至窩瓦。於俄羅斯，它在大諾夫哥羅德存活得最久，並可能延續到了13世紀。

## 現代後裔
古諾爾斯語的現代後裔有西斯堪地納維亞語的冰島語、法羅語、挪威語、奧克尼群島和設德蘭群島已滅亡的諾恩語（Norn language），以及東斯堪地納維亞語的丹麥語和瑞典語。挪威語繼承自西諾爾斯語（西斯堪地納維亞語），但數百年來它已受到東諾爾斯語（東斯堪地納維亞語）很大的影響。
在這些語言當中，冰島語和關係密切的法羅語是過去千年以來從古諾爾斯語改變最少的，雖然法羅群島的法羅人在丹麥人統治下也受到丹麥語的影響。古諾爾斯語也影響了英語，尤其是低地蘇格蘭語之中其中包含了許多來自古諾爾斯語的外來語。它也影響到諾曼語（Norman language）的發展。
其他沒有密切相關的各種語言受到諾爾斯語深刻的影響，尤其是諾曼第語和蘇格蘭蓋爾語。俄語、芬蘭語和愛沙尼亞語也有一些北歐外來語；根據一項理論，「Rus」（羅斯）和「Russia」（俄羅斯）可能是從一個北歐部落的名稱「羅斯人」衍生而來（參見羅斯詞源與衍生，Etymology of Rus and derivatives）。如在芬兰语中，瑞典写作Ruotsi，而代表瑞典语的单词则是Ruotsalainen（羅察萊寧）。

## 音系

### 元音
元音音位大多按長短成對的出現；標準化的正字符用銳音重音標記長元音。在中世紀手稿中有各種情況，用重音標記、不標記或少見的重寫。所有音位都或多或少有預期的語音實現。
|        | 前元音 | 前元音 | 前元音 | 前元音 | 後元音 | 後元音 | 後元音 | 後元音 |
| 不圓唇 | 不圓唇 | 圓唇   | 圓唇   | 不圓唇 | 不圓唇 | 圓唇   | 圓唇   |        |
| ------ | ------ | ------ | ------ | ------ | ------ | ------ | ------ | ------ |
| 閉     | i      | iː     | y      | yː     |        |        | u      | uː     |
| 中     | e      | eː     | ø      | øː     |        |        | o      | oː     |
| 開     | æ      | æː     |        |        | ɑ      | ɑː     | ɒ      | （ɒː） |

某些y、yː、ø、øː、e和所有æ、æː是透過i-變異分別從u、uː、o、oː、ɑ和ɑː得到的。
某些y、yː、ø、øː和所有ɒ、ɒː是透過u-變異分別從i、iː、e、eː和ɑ、ɑː得到的。
長開後圓唇元音/ɒː/不出現在古典時期的古諾爾斯語文本中；它好像在這個語言更古老的階段就已經存在，并在古典時期前合并於/ɑː/。

### 輔音
古諾爾斯語有六個塞音音位。其中/p/很少出現在詞首而/d/和/b/不出現於元音間，因為有原始日耳曼語的擦音同位異音（比如在元音間*b *[β] > v）。/g/音位在詞中和詞尾被實現為濁軟腭擦音[ɣ]，除非在長輔音的時候。
|        | 唇音   | 齒音   | 齒齦音 | 硬腭音 | 軟腭音   | 唇軟腭音 | 聲門音 |
| ------ | ------ | ------ | ------ | ------ | -------- | -------- | ------ |
| 鼻音   | m      | n      |        |        | （ŋ）    |          |        |
| 塞音   | p b    | t d    |        |        | k g      |          |        |
| 擦音   | f（v） | θ（ð） | s      |        | （x，ɣ） |          | h      |
| 顫音   |        |        | r      |        |          |          |        |
| 近音   |        |        |        | j      |          | w        |        |
| 邊近音 |        |        | l      |        |          |          |        |

軟腭擦音[x]是/k/和/ɣ/在/s/和/t/之前的同位異音。

## 文本
古諾爾斯語最早的紀錄來自於8世紀時用盧恩字母所記載的刻文。盧恩文字持續一般地被使用到15世紀，最晚於19世紀使用某種形式記錄在瑞典部分地方。由於11世紀時信仰轉變為基督教，而帶來了拉丁字母。用拉丁字母日期記載保存下來的最古老古諾爾斯語文本來自12世紀中葉。其後，古諾爾斯語成為中世紀歐洲地方語言文學獨特的傳播媒介，龐大而多變體。大部分的尚存文學作品寫於冰島，最著名的是薩迦（Norse saga）、冰島人的傳奇故事和神話文學，但也存在大量的宗教典籍，翻譯成為古諾爾斯語的騎士傳奇、古典神話、舊約聖經、以及教學材料、語法論文和大量的信件及公文。

## 和英語的關係
古英語和古諾爾斯語的關係密切，因此許多在古諾爾斯語的詞彙對英語使用者來說看起來很眼熟並不意外，例如：armr（arm）、fótr（foot）、land（land）、fullr（full）、hanga（to hang）、standa（to stand）……等。這是因為英語和古諾爾斯語都可以追溯到原始日耳曼語。此外，主要起源於東諾爾斯語的大量古諾爾斯語日常通用詞彙，在維京時期被吸收成為古英語的外來語。以下舉出幾個例子說明在現代英語中的古諾爾斯語詞彙（英語/維京時期東諾爾斯語）：
- 名詞 - anger (angr), bag (baggi), bait (bæit, bæita, bæiti), band (band), bark (bǫrkR, stem bark-), birth (byrðr), dirt (drit), dregs (dræggiaR), egg (ægg，有關於古英語。同源於"æg"它變成中古英語的"eye"/"eai"), fellow (félagi), gap (gap), husband (húsbóndi), cake (kaka), keel (kiǫlR,詞幹還有kial-, kil-), kid (kið), knife (knífR), law (lǫg, stem lag-), leg (læggR), link (hlænkR), loan (lán), race (rǫs, stem rás-), root (rót), sale (sala), scrap (skrap), seat (sæti), sister (systir,有關於古英語。同源於"sweostor"), skill (skial/skil), skin (skinn), skirt (skyrta vs.相同詞根的本土英語shirt), sky (ský), slaughter (slátr), snare (snara), steak (stæik), thrift (þrift), tidings (tíðindi), trust (traust), window (vindauga), wing (væ(i)ngR).
- 動詞 - blend (blanda), call (kalla), cast (kasta), clip (klippa), crawl (krafla), cut (可能來自古諾爾斯語kuta), die (døyia), gasp (gæispa), get (geta), give (gifa/gefa,有關於古英語。同源於"giefan"), glitter (glitra), hit (hitta), lift (lyfta), raise (ræisa), ransack (rannsaka), rid (ryðia), run (rinna,詞幹rinn-/rann-/runn-，有關於古英語。同源於"rinnan"), scare (skirra), scrape (skrapa), seem (søma), sprint (sprinta), take (taka), thrive (þrífa(s)), thrust (þrysta), want (vanta).
- 形容詞 - flat (flatr), happy (happ), ill (illr), likely (líklígR), loose (lauss), low (lágR), meek (miúkR), odd (odda), rotten (rotinn/rutinn), scant (skamt), sly (sløgR), weak (væikR), wrong (vrangR).
- 副詞 - thwart/athwart (þvert).
- 介系詞 - till (til), fro (frá).
- 連接詞 - though/tho (þó).
- 感歎詞 - hail (hæill), wassail (ves hæill).
- 代名詞 - they (þæiR), their (þæiRa), them (þæim) (盎格魯-薩克遜語讀作híe [5], hiera, him).
- 代名詞形容詞 - same (sami).

簡單的句子像是"They are both weak"，古諾爾斯語詞彙的範圍就變得相當明瞭（以古東諾爾斯語的古老發音："ÞæiR eRu báðiR wæikiR"，古英語則是"híe syndon bégen (þá) wáce"）。"they"和"weak"這兩個字都引進自古諾爾斯語，此外"both"可能也是借來的，雖然這部分仍然還有爭議。
自斯堪地納維亞人吸收的外來語的數量，並沒有像諾曼法文或拉丁文那樣多，其深度和日常性質，使之成為現在英語詞彙非常核心的部分，以及每天英語演講比賽實質與非常重要的部分。
某些字當要追溯起源時倍顯困難，像是"bull"和"Thursday"。"Bull"可能來自古英語"bula"或是古諾爾斯語的"buli"，而"Thursday"可能是個借用詞彙，或者可能單純地是來自可能已經受到古諾爾斯語影響的古英語同源詞"Þunresdæg"。而"are"這個字來自於古英語以及舊北歐同源詞的"earun"/"aron"。

## 日耳曼語族歷時
| 前罗马铁器时代 前500年–前100年              | 前罗马铁器时代 前500年–前100年 | 罗马铁器时代早期 前100年–100年     | 罗马铁器时代晚期 100年–300年       | 迁徙时期 300年–600年            | 中世纪前期 600年–1100年     | 中世纪 1100–1350年    | 中世纪后期 1350年–1500年 | 近代早期 1500年–1700年 | 现代 1700年至今 |
| 原始日耳曼语                                | 西日耳曼语                     | 厄尔米诺内语 （易北河日耳曼语）    | 原始高地德语                       | 原始高地德语                    | 古高地德语、 伦巴底语       | 中古高地德語          | 早期现代高地德语         | 早期现代高地德语       | 高地德语各变种  |
| 原始日耳曼语                                | 西日耳曼语                     | 厄尔米诺内语 （易北河日耳曼语）    | 原始高地德语                       | 原始高地德语                    | 古高地德语、 伦巴底语       | 中古高地德語          | 早期现代高地德语         | 早期现代高地德语       | 标准德语        |
| 原始日耳曼语                                | 西日耳曼语                     | 伊斯特沃内语 （威悉-莱茵日耳曼语） | 原始法兰克语                       | 古法兰克语                      | 古中部德语                  | 中古中部德语          | 早期现代中部德语         | 早期现代中部德语       |                 |
| 原始日耳曼语                                | 西日耳曼语                     | 伊斯特沃内语 （威悉-莱茵日耳曼语） | 原始法兰克语                       | 古法兰克语                      | 古中部德语                  | 中古中部德语          | 早期现代中部德语         | 早期现代中部德语       | 中部德语各变种  |
| 原始日耳曼语                                | 西日耳曼语                     | 伊斯特沃内语 （威悉-莱茵日耳曼语） | 原始法兰克语                       | 古法兰克语                      | 古低地法兰克语 （古荷兰语） | 早期林堡语 中古荷兰语 | 晚期林堡语 中古荷兰语    | 早期林堡语             | 林堡语          |
| 原始日耳曼语                                | 西日耳曼语                     | 伊斯特沃内语 （威悉-莱茵日耳曼语） | 原始法兰克语                       | 古法兰克语                      | 古低地法兰克语 （古荷兰语） | 早期 中古荷兰语       | 晚期 中古荷兰语          | 早期 现代荷兰语        | 荷兰语各变种    |
| 原始日耳曼语                                | 西日耳曼语                     | 伊斯特沃内语 （威悉-莱茵日耳曼语） | 原始法兰克语                       | 古法兰克语                      | 古低地法兰克语 （古荷兰语） | 早期 中古荷兰语       | 晚期 中古荷兰语          | 早期 现代荷兰语        | 南非语          |
| 原始日耳曼语                                | 西日耳曼语                     | 因格沃内语 （北海日耳曼语）        | 原始撒克逊语 （东南因格沃内语）    | 原始撒克逊语 （东南因格沃内语） | 古撒克逊语                  | 中古低地德语          | 中古低地德语             | 中古低地德语           | 低地德语各变种  |
| 原始日耳曼语                                | 西日耳曼语                     | 因格沃内语 （北海日耳曼语）        | 盎格鲁-弗里西语 （西北因格沃内语） | 原始弗里西语                    | 古弗里西语                  | 古弗里西语            | 古弗里西语               | 中古弗里西语           | 弗里西语各变种  |
| 原始日耳曼语                                | 西日耳曼语                     | 因格沃内语 （北海日耳曼语）        | 盎格鲁-弗里西语 （西北因格沃内语） | 原始英语                        | 古英语 （盎格鲁-撒克逊）    | 早期 中古英语         | 晚期 中古英语            | 近代英语               | 英语各变种      |
| 原始日耳曼语                                | 西日耳曼语                     | 因格沃内语 （北海日耳曼语）        | 盎格鲁-弗里西语 （西北因格沃内语） | 原始英语                        | 古英语 （盎格鲁-撒克逊）    | 早期 中古英语         | 早期苏格兰语             | 中古苏格兰语           | 苏格兰语各变种  |
| 原始日耳曼语                                | 北日耳曼语                     | 北日耳曼语                         | 原始诺尔斯语                       | 原始诺尔斯语                    | 卢恩 古西诺尔斯语           | 古冰岛语              | 晚期 古冰岛语            | 冰岛语                 | 冰岛语          |
| 原始日耳曼语                                | 北日耳曼语                     | 北日耳曼语                         | 原始诺尔斯语                       | 原始诺尔斯语                    | 卢恩 古西诺尔斯语           | 古挪威语              | 古法罗语                 | 法罗语                 | 法罗语          |
| 原始日耳曼语                                | 北日耳曼语                     | 北日耳曼语                         | 原始诺尔斯语                       | 原始诺尔斯语                    | 卢恩 古西诺尔斯语           | 古挪威语              | 古诺恩语                 | 诺恩语                 | 灭绝            |
| 原始日耳曼语                                | 北日耳曼语                     | 北日耳曼语                         | 原始诺尔斯语                       | 原始诺尔斯语                    | 卢恩 古东诺尔斯语           | 古挪威语              | 中古挪威语               | 挪威语                 | 挪威语          |
| 原始日耳曼语                                | 北日耳曼语                     | 北日耳曼语                         | 原始诺尔斯语                       | 原始诺尔斯语                    | 卢恩 古东诺尔斯语           | 早期 古丹麦语         | 晚期 古丹麦语            | 丹麦语                 | 丹麦语          |
| 原始日耳曼语                                | 北日耳曼语                     | 北日耳曼语                         | 原始诺尔斯语                       | 原始诺尔斯语                    | 卢恩 古东诺尔斯语           | 早期 古瑞典语         | 晚期 古瑞典语            | 瑞典語                 | 瑞典語          |
| 原始日耳曼语                                | 北日耳曼语                     | 北日耳曼语                         | 原始诺尔斯语                       | 原始诺尔斯语                    | 卢恩 古东诺尔斯语           | 早期 古瑞典语         | 晚期 古瑞典语            | 达拉纳方言             |                 |
| 原始日耳曼语                                | 北日耳曼语                     | 北日耳曼语                         | 原始诺尔斯语                       | 原始诺尔斯语                    | 卢恩 古哥得兰语             | 早期 古哥得兰语       | 晚期 古哥得兰语          | 哥得兰语               | 哥得兰语        |
| 原始日耳曼语                                | 东日耳曼语                     | 东日耳曼语                         | 东日耳曼语                         | 哥特语                          | 哥特语                      | （未证实哥特语方言）  | （未证实哥特语方言）     | 克里米亚哥特语         | 灭绝            |
| 原始日耳曼语                                | 东日耳曼语                     | 东日耳曼语                         | 东日耳曼语                         | 汪达尔语                        | 灭绝                        | 灭绝                  | 灭绝                     | 灭绝                   | 灭绝            |
| 原始日耳曼语                                | 东日耳曼语                     | 东日耳曼语                         | 东日耳曼语                         | 勃艮第语                        | 灭绝                        | 灭绝                  | 灭绝                     | 灭绝                   | 灭绝            |
| 註解 1. 2. 3. 4. 5. 6. 參考資料 1. 2. 3. 4. |                                |                                    |                                    |                                 |                             |                       |                          |                        |                 |

### 書籍
入門書
- Gordon, Eric V. and A.R. Taylor. An Introduction to Old Norse. Second. ed. Oxford: Clarendon Press, 1981.
- O'Donoghue, Heather. Old Norse-Icelandic Literature: A Short Introduction (Blackwell Introductions to Literature) Blackwell Publishing Ltd., 2004.
- Henry Sweet, An Icelandic Primer, with Grammar, Notes, and Glossary (1895) （页面存档备份，存于）

辭典
- Richard Cleasby and Gudbrand Vigfusson, An Icelandic-English Dictionary (1874)（页面存档备份，存于）
- G. T. Zoëga, A Concise Dictionary of Old Icelandic (1910) （页面存档备份，存于）
- Jan de Vries, Altnordisches Etymologisches Wörterbuch（1977）

## 外部連結
- «Kulturformidlingen norrøne tekster og kvad» （页面存档备份，存于）
- Indo-European Language Resources以德語為主的分析資源，其中包括2個古冰島語字典（英語），2個古冰島語文法（1個英語，另1個是德語）和古瑞典語文法（德語）。
- An English Dictionary of Runic Inscriptions of the Younger Futhark （页面存档备份，存于）（後弗薩克文的如尼刻文英語字典，於諾丁漢大學）
- soundsample （页面存档备份，存于）聲音範例（MP3）
- Old Norse for Beginners （页面存档备份，存于）
- Old Norse Online，由奧斯汀的德州大學語言學研究中心的Todd B. Krause和Jonathan Slocum架設。